# イヌバラ
イヌバラ (Rosa canina) はバラの一種。学名からロサ・カニーナとも呼ばれる。ヨーロッパ・北アフリカ・西アジアに自生する。
高さ1 - 5メートルほどになる常緑低木だが、高木に絡み付いて樹冠まで伸びることもある。物によじ登るため、茎は細かく鋭い棘で覆われる。葉は羽状複葉で、5 - 7枚の小葉がある。花は直径4 - 6センチメートルで白からピンク色。花弁は5枚。秋に結実する。果実はローズヒップと呼ばれ、直径1.5 - 2センチメートルで橙赤色である。

## 栽培・利用

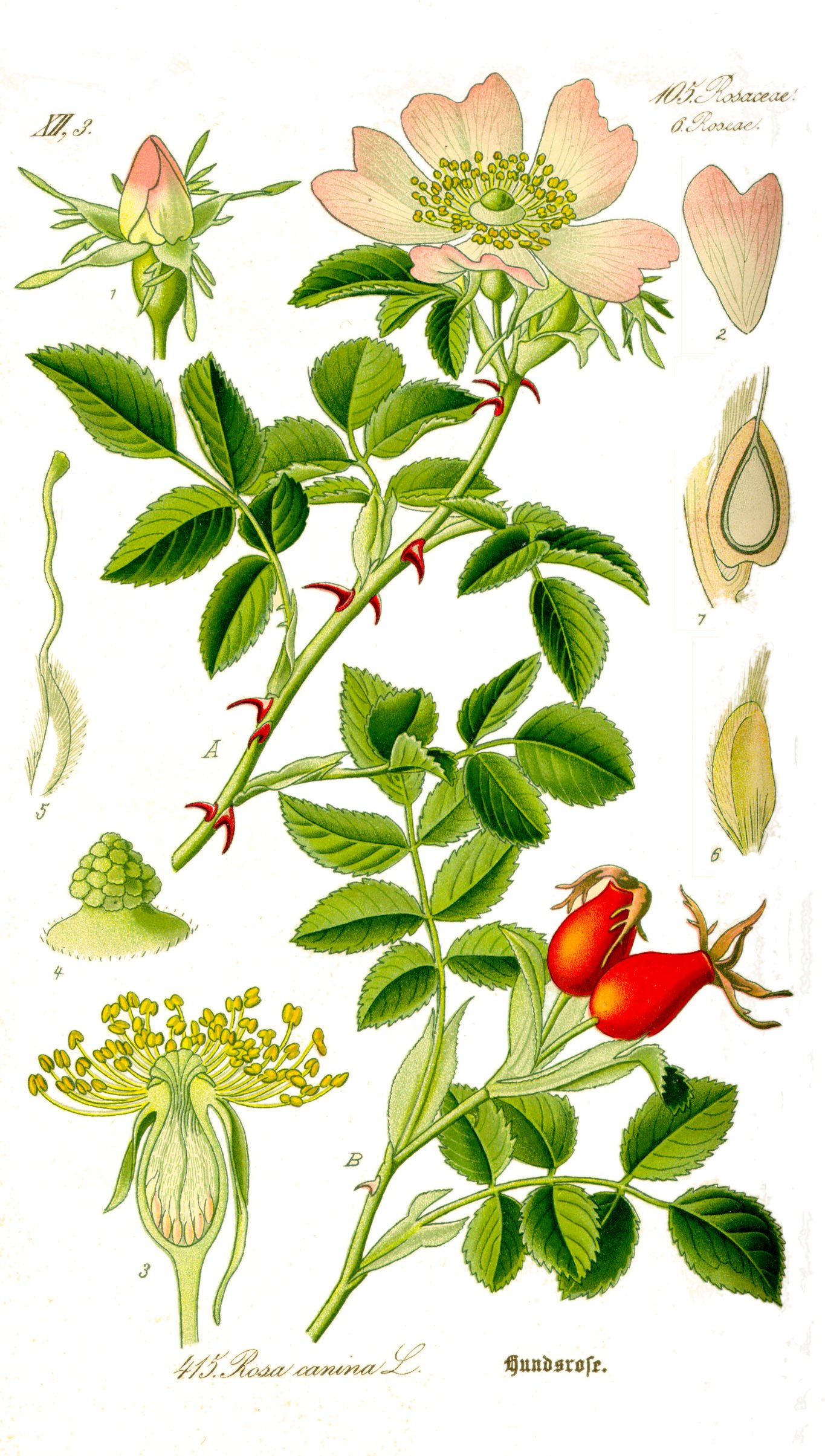
オットー・ヴィルヘルム・トーメによる図版

バラの原種の一つ。接木の台木などに利用されることも多い。イギリスでは"Wild rose"といえば、この品種を指すのが一般的。夜間に匂いが強くなる性質がある。土壌安定・被覆植物などの目的で用いられることもある。
多くの栽培品種がある。Rosa canina 'Assisiensis'は棘のない品種である。果実にはビタミンCなどの抗酸化物質が多く含まれ、シロップ・ジャムなどに用いられる。詳細はローズヒップを参照。

## 減数分裂

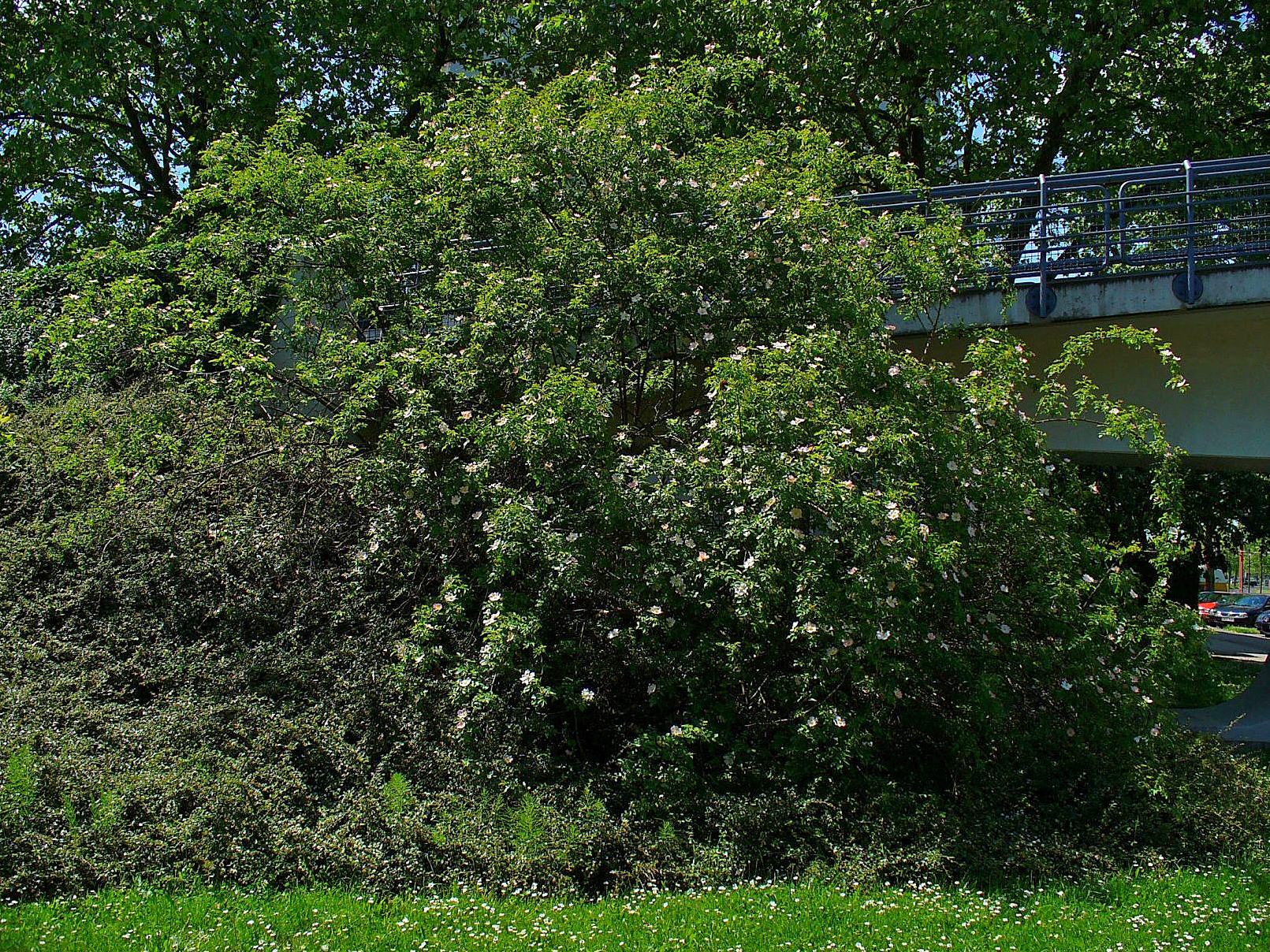
よじ登る性質がある。

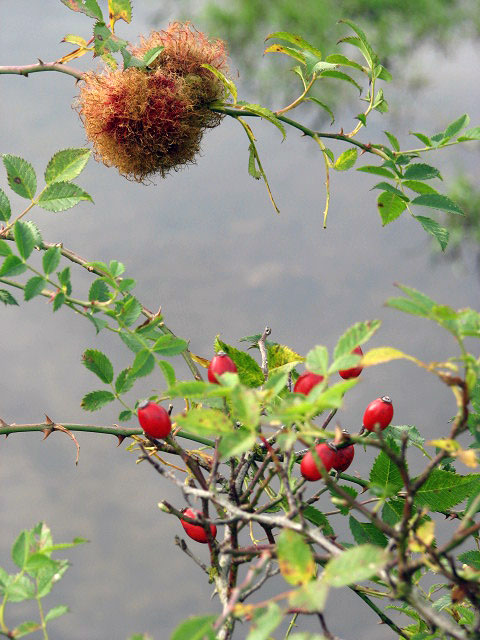
タマバチの一種 による虫こぶ

本種はバラ属の中でもイヌバラ節 (Caninae) という節に属する。この節には北-中央ヨーロッパ産の20-30種が含まれ、”永久奇数倍数性” (permanent odd polyploidy) と呼ばれる特殊な減数分裂を行うことが特徴である。
イヌバラは5倍体 (2n=5x=35) であるが、減数分裂の際には7対（14本）の染色体のみが2価となり、残りの染色体は1価のままである。この1価の染色体は卵細胞には移行するが、花粉には移行しない。イヌバラ節には4倍体 (2n=4x=28)、6倍体 (2n=6x=42) の種も存在するが、これらの種でもこのタイプの減数分裂が起こる。

## 名称
学名・英名ともに”犬のバラ”を意味する。この”犬”はおそらく、「栽培種のバラと比べて無価値」という意味合いが込められていると考えられる。だが、18 - 19世紀に狂犬病の治療に用いられたことに由来している可能性もある。中国でも狗蔷薇とよばれる。

## 外来種
1895年頃から、ニュージーランドの高原に外来種として侵入している。だが、ニュージーランド自然保護局は大きな脅威とはみなしていない。

## その他
ゲーテの詩「野ばら」のモデルとしても知られる。